# Carpí oriental
El carpí oriental (Carpinus orientalis) és un arbre del gènere Carpinus que és planta nativa d'Hongria, els Balcans, Itàlia, Crimea, Turquia, l'Iran, i el Caucas. es presenta a altituds més baixes que el Carpinus comú europeu, Carpinus betulus.
És un arbret que rarament fa 10 m d'alt, les llavors són diferents a les del Carpinus comú europeu donat que fan 2 cm de llargada, tenen una sola bràctea i no estan trilobades
Es fa servir molt en forma de bonsai.